# Jerónimo de Perigord

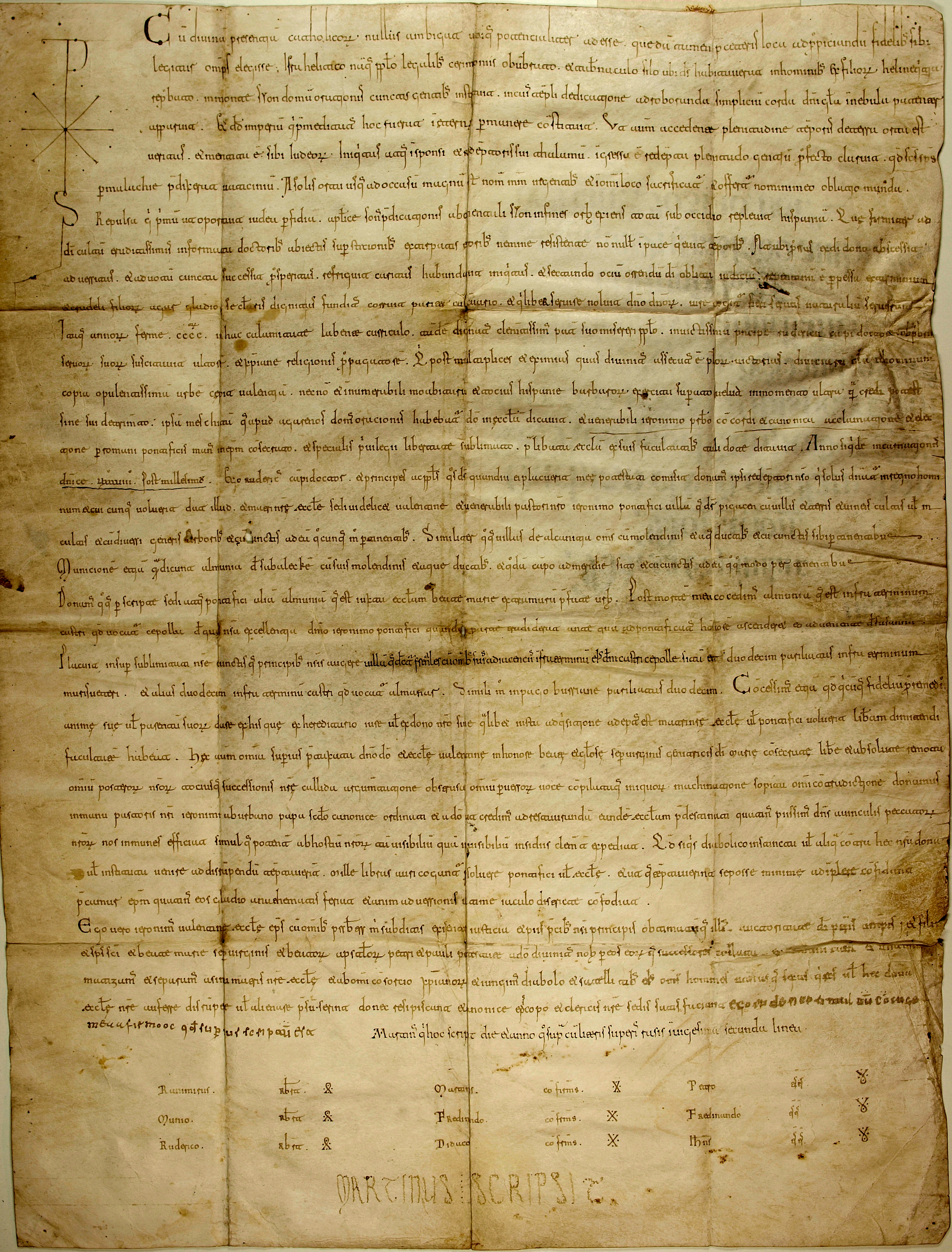
Diploma de dotación del Cid a la catedral de Valencia, cuya autoría intelectual se debe a Jerónimo de Perigord. Segundo semestre de 1098. Original en Archivo de la Catedral de Salamanca, caja 43, leg. 2, n.º 72.

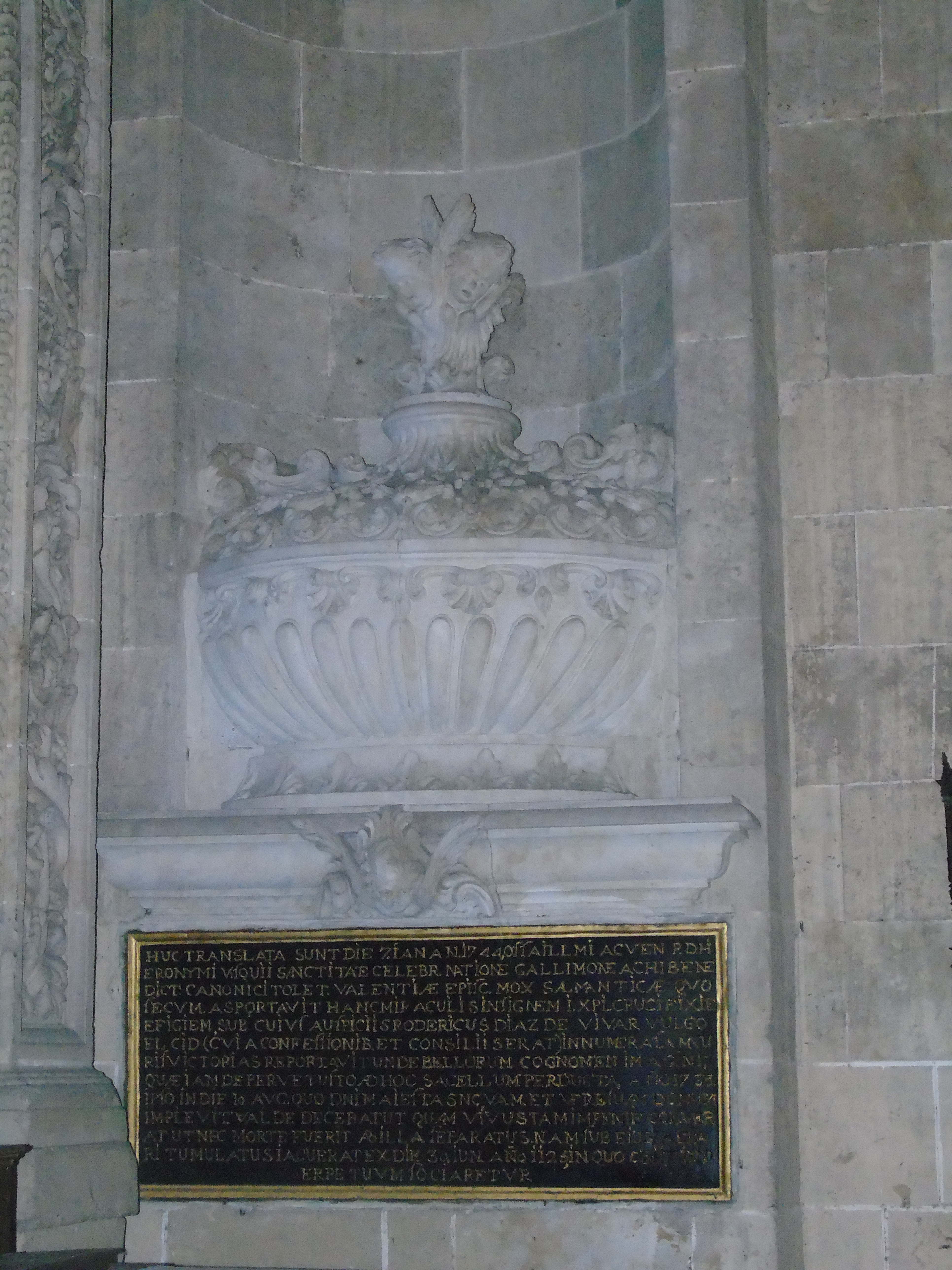
Sepulcro de don Jerónimo en la Catedral Nueva de Salamanca

Jerónimo de Perigord o Perigueux, también conocido erróneamente como Jerónimo Visquio (c. 1060?-30 de junio de 1120) fue obispo de Valencia tras la conquista del Cid y el primero de la restaurada diócesis de Salamanca en 1102, por encargo de Raimundo de Borgoña, tras la repoblación de la ciudad.

## Obispo de Valencia
Tradicionalmente se pensó que viajó a la península ibérica como simple presbítero formando parte del grupo de monjes de su orden que llegaron a España escogidos por su formación letrada, honestidad y predisposición por el arzobispo de Toledo Bernardo de Sedirac para introducir el rito romano en sustitución del rito hispánico o mozárabe tras el Concilio de Burgos de 1080 en el reino de Alfonso VI. El testimonio de su vinculación a Bernardo de Toledo está recogido en la crónica De rebus Hispaniae de Rodrigo Jiménez de Rada «Bernardo de Sedirac trajo de Perigord a Jerónimo, que en los años de Rodrigo, el Campeador, fue obispo de Valencia». Actualmente se considera que su relación con Bernardo de Sedirac es mera conjetura, ya que lo más probable es que ni siquiera fuera cluniacense y un diploma de dotación del Cid a la Catedral de Valencia de 1098 acerca de su llegada sugiere que llegó directamente desde Francia. Lacombe (2000), autor de su biografía, señala que Jerónimo pudo llegar a España entre 1094 y 1097. Dicho diploma valenciano recoge una concesión del Cid a Jerónimo, religioso que llegó del norte (es decir, de Francia), antes de que accediera al pontificado, de parte de una casa de campo (una «almunia») en Cebolla (llamada Yubaila por los árabes, hoy El Puig); esta donación tuvo que ser posterior a la toma de Cebolla (mediados de 1093), pero probablemente anterior a la toma de Valencia el 17 de junio de 1094. La llegada a Levante de Jerónimo de Perigord, por tanto, debió de producirse entre la segunda mitad de 1093 y la primera de 1094 y no guardaría relación con Cluny ni con la misión de Bernardo de Seridac, frente a la fecha que postuló para su venida Menéndez Pidal (1097 o comienzos de 1098), que fue seguida por numerosos autores.
El diploma valenciano está suscrito por la firma autógrafa del propio Rodrigo Díaz el Campeador, y en él se advierte una idea de cruzada y reconquista (promovida por Jerónimo de Perigord) que hace al Cid vengador del dominio islámico «tras casi cuatrocientos años»:

Tras casi cuatrocientos años bajo la calamidad del dominio musulmán, Dios suscitó en el nunca vencido príncipe Rodrigo el Campeador vengar el oprobio de sus siervos y propagar la fe cristiana, el cual, tras múltiples y extraordinarias victorias bélicas alcanzadas con la ayuda divina, conquistó Valencia, ciudad opulentísima por su número de habitantes y el esplendor de sus riquezas; y tras vencer increíblemente y sin sufrir bajas a un ejército innumerable de almorávides y otros infieles de toda España, procedió a convertir en iglesia la misma mezquita que los musulmanes tenían como casa de oración; y habiendo sido designado, según lo prescrito en especial privilegio, aclamado y elegido concorde y canónicamente, y consagrado obispo por manos del romano pontífice el venerable presbítero Jerónimo, Rodrigo enriqueció a la citada iglesia con esta dote de sus propios bienes. Año de la Encarnación del Señor de 1098

Hacia 1094 recalaría en la Valencia conquistada por el Cid con objeto de desempeñar misiones de apostolado en la capital levantina; más tarde pudo viajar a Roma a fin de que Urbano II, el papa que proclamó la primera cruzada, le consagrara como obispo mediante un procedimiento de urgencia y así hacerse cargo del restaurado obispado de Valencia por parte del Cid. Lejos del personaje histórico está el retrato con el que se le caracteriza en el Cantar de mio Cid, donde aparece como un obispo belicoso y presto a entrar en batalla.
En 1098 figura como obispo de Valencia en la donación hecha a la nueva catedral. A la muerte del Cid fue confirmado en el obispado por Alfonso VI y continuará rigiendo la diócesis valenciana hasta la pérdida de la ciudad en 1102.

## Obispo de Salamanca y Zamora
El 22 de junio de ese mismo año es nombrado por Raimundo de Borgoña y su esposa Urraca obispo de  Salamanca y de Zamora, y en 1103 regidor de la diócesis de Ávila. De las tres sedes fue obispo hasta su muerte en el año 1120, en que se escindieron y continuarán en adelante como diócesis independientes.
La leyenda tradicional señala que llevó consigo a Salamanca la imagen del Cristo de las Batallas, una imagen de la primera mitad del siglo XII, de la que se cuenta que había sido utilizada por el Cid. Se conserva en la ciudad y desde entonces se le atribuyen milagros, representados en la catedral por José Sánchez de Velascos y recogidos mediante acta notarial en 1615.
Al restaurar la diócesis de Salamanca, promovió la construcción de su catedral, y en ella recibió su primera sepultura junto a un arco de la nave. En 1607 los restos del obispo fueron trasladados a un altar junto al Cristo de las Batallas, en la misma Catedral Vieja; no sería éste su último emplazamiento pues el 7 de enero de 1744 se depositan en una Capilla del Cristo de las Batallas de la Catedral Nueva donde permanecen en la actualidad.

## Sucesión
| Predecesor: Instauración de la diócesis   | Obispo de Valencia 1094-1102  | Sucesor: Reconquista musulmana de Valencia |
| Predecesor: Reinstauración de la diócesis | Obispo de Zamora 1102-1120    | Sucesor: Bernardo de Perigord              |
| Predecesor: Reinstauración de la diócesis | Obispo de Salamanca 1102-1120 | Sucesor: Giraldo                           |
| Predecesor: Reinstauración de la diócesis | Obispo de Ávila 1103-1120     | Sucesor: Sancho I                          |